# Luis Rivera (dramaturgo)
Luis Rivera Rodríguez (Valencia de Alcántara, 25 de agosto de 1826-Madrid, 30 de julio de 1872) fue un dramaturgo, poeta, satírico, humorista y periodista español, uno de los integrantes del grupo «Sem».

## Biografía
Siguió la carrera de Magisterio en la Escuela Normal de Cáceres, pero la terminó en Madrid, donde fue maestro. Publicó poemas y estudios críticos en numerosas revistas entre 1848 y 1869 y estrenó además diversas comedias y zarzuelas que tuvieron general aceptación, en especial Las aves de paso (1858), pero también El secreto de una dama (1862) y la zarzuela en tres actos Campanone, adaptada y traducida junto a Carlos Frontaura de la ópera italiana La prova d'un opera seria, del maestro Giussepe Mazza (1879). En sus zarzuelas cooperó preferentemente con músicos como Cristóbal Oudrid, Francisco Asenjo Barbieri y Luis Rodríguez de Cepeda. También publicó una novela, Los hijos de la fortuna (1855).
La revolución de 1848 le atrajo a la política con apenas veintidós años, dentro del Partido Democrático. En El Obrero, La Asociación y en El Trabajo defendió las teorías republicanas hasta el día de su muerte. Al fundar José María Orense y Nicolás María Rivero el periódico La Discusión, entró formando parte de la redacción del nuevo diario democrático, donde colaboraba además Manuel del Palacio y otros entonces demócratas, pero la censura reprimió cuanto podía su veta satírica y sus trabajos entre 1856 y 1868. Así que decidió fundar junto a Manuel del Palacio el periódico festivo Gil Blas (1864-1872). Con este autor escribió y recopiló además los dos grandes volúmenes del centón de material humorístico titulado Museo cómico, 1863-1864, inspirados en una obra parecida, el Libro de cuentos... de Rafael Boria aparecido en 1862. Especialmente ácidos se muestran con sus retratos de políticos contemporáneos como José Antonio Rute:

Hace tiempo que al país / viene prestando servicios; / pero le presta catorce / y le cobra veinticinco.

El éxito de su obra hace que de nuevo colabore con Manuel del Palacio en Cabezas y calabazas (1864), una colección de retratos satíricos de famosos de cualquier esfera de la actividad humana contemporánea que prolonga y continúa la sección "Improvisaciones cómicas" del Museo; tuvo tal éxito que se hizo una reimpresión en ese mismo año; el título responde a que llama cabezas a los que valen y calabazas a los que no, en especial los políticos resellados o chaqueteros y los poetas, dramaturgos, periodistas, actores, cantantes, pintores y toreros malos. El género tuvo tanta repercusión que incluso se escribieron algunas otras colecciones a semejanza de estas en lo que quedaba de siglo.
José María de Cossío lo considera uno de los poetas prebecquerianos más desconocidos.

Luis Rivera... fue conocido y popular como periodista revolucionario y como autor de novelas y comedias. Su actividad poética no ha merecido atención y se la vamos a prestar (…), por haber sido uno de los contagiados del sistema becqueriano. Sabemos, y es digno de notarse, que asistía a la tertulia de Bécquer (…) en el Suizo viejo. Este contacto personal explica el carácter de su colaboración en El Museo Universal, la revista heineana por excelencia, en 1862 y 1863, es decir, en la época en que Bécquer había dado muestra de sus Rimas con cuentagotas y en que los poetas que venimos considerando se lanzaban a reiterar este tipo de poesía.

En cuanto a su novela Los hijos de la fortuna (Madrid: Imprenta J. de M. González, 1855), publicada durante el Bienio progresista, narra cómo la vida va deshaciendo los ideales del romanticismo. Un estudiante, un lion, un poeta y un empleado escritor de folletines se citan en 1853 para dentro de dos años a fin de comprobar que ha hecho la vida con ellos. La fortuna se define como enlazar con la nobleza, tener una carrera política, inversiones en bolsa, el éxito como representante del mundo del espectáculo o con satisfacciones de padres de familia, pero nunca por ideales revolucionarios o aventuras itinerantes:
En los dos jóvenes se notaba el mismo aire altivo que da indicios de opulencia: un poco serio, un poco grave y algo insolente. No habían perdido su antigua elegancia, pero faltaba en ellos aquel desenfado de calavera, aquel abandono encantador que realzaba los encantos de su juventud. Eran más ricos, pero más cómicos. Más graves, pero más ridículos.

## Obras

### Cómicas
- Con Manuel del Palacio, Museo cómico o tesoro de los chistes. Colección, almacén, depósito, o lo que ustedes quieran, de cuentos, fábulas, chistes, anécdotas, chascarrillos, dichos agudos y obtusos, epigramas, sentencias, flores y espinas, oportunidades y extravagancias, simplezas de a folio, frases intencionadas, en una palabra, cuanto se pueda inventar para hacer reír. Todo ello compuesto, guisado y aderezado para servírselo al público en una mesa limpia, adornada de pepinillos y aceitunas, o sean grabados por dos discípulos de Momo a quienes llaman por ahí Manuel del Palacio y Luis Rivera. Madrid: Librería de Miguel Guijarro, editor, 1863-1864, 2 vols.
- Con Manuel del Palacio, Cabezas y calabazas. Retratos al vuelo de las notabilidades en política, en armas, en literatura, en artes, en toreo y en los demás ramos del ser y de la brutalidad humanas, seguidos de cuadros de costumbres más o menos políticas, y pintados al fresco por Manuel del Palacio y Luis Rivera, académicos de la legua. Primera edición. Madrid, Librería de D. Miguel Guijarro, editor, l864; hubo una segunda edición del mismo año.
- Con otros bajo el pseudónimo de Sem, Los Borbones en pelota, 1868.[7]

### Teatro
- Con Jacinto Pérez Duro, Un amor a la moda: comedia original en un acto y en verso Madrid: Impr. de la Viuda de R. J. Domínguez, 1849; 2.º ed. Madrid: Impr. de F. R. del Castillo, 1852.
- Con Jacinto Pérez Duro, Tras él a Flandes : comedia en dos actos y prólogo, en verso, Madrid: J. M. Repullés, 1850.
- Julio César, 1856 (revista cómica).
- Con Juan Belza, Las mujeres de mármol: drama en cuatro actos, Madrid: Impr. del Colegio de Sordo-Mudos, 1856, traducción.
- La luna de miel. Viaje en dos actos, 1857.
- Un caballero bien vestido, comedia en un acto, 1857.
- Madrid por dentro, drama en seis cuadros (1857)
- Las aves de paso, drama en cuatro actos y en verso 1858.
- El honor y el trabajo, 1859, drama en cuatro actos y en verso.
- Presente, mi general, 1859.
- La tierra e María Zantísima (sic)
- Mi otro yo o La prueba tangible, 1859.
- El padre de familia, drama en tres actos y en verso, 1859.
- El paraíso en Madrid : gacetilla lírica en tres actos y en verso Madrid: Impr. de M. Galiano, 1860.
- A rey muerto, 1860, zarzuela en un acto.
- Impresiones de viaje, caricatura en un acto, música de José Rogel.
- El secreto de una dama, 1862, zarzuela en tres actos.
- Al borde del abismo, 1863, drama en tres actos.
- La profecía. Drama histórico, en cuatro actos y en verso. Madrid, F. Martínez García, 1864.
- Los piratas, zarzuela.
- Batalla de amor, zarzuela en un acto y en verso. Madrid: Impr. de F. Martínez García, 1864.
- Los filibusteros
- Un estudiante de Salamanca, 1867, zarzuela en tres actos, con música de Cristóbal Oudrid.
- Un viaje alrededor de mi suegro, 1868.
- La vida parisiense, zarzuela bufa en cuatro actos con música de Jacques Offenbach. Madrid, José Rodríguez, 1869.
- De tejas arriba[8]

### Narrativa
- Los hijos de la fortuna: novela original de costumbres españolas, Madrid, 1855.